# Provincia de Uargla
La provincia de Uargla (en árabe: ولاية ورقلة wilayat warqla) es una provincia (valiato) del sur de Argelia. Posee una superficie de 194 552 km². Su capital es la ciudad de Ouargla.

## Localidades con población en abril de 2008
- Aïn Beida 19,039
- Benaceur 10,330
- Blidet Amor 14,540
- El Allia 7,509
- El Borma 3,205
- El Hadjira 14,965
- Hassi Ben Abdellah 4,950
- Hassi Messaoud 45,147
- Megarine 13,751
- M'Naguer 14,179
- Nezla 51,674
- N'Goussa 16,581
- Ouargla 133,024
- Rouissat 58,112
- Sidi Khouiled 8,803
- Sidi Slimane 8,072
- Taibet 20,174
- Tamacine 20,067
- Tebesbest 35,032
- Touggourt 39,409
- Zaouia El Abidia 19,993

## División administrativa
La provincia está dividida en 10 dairas (distritos), que a su vez se dividen en 21 comunas (ciudades). Algunas de las comunas son: Temacine, Touggourt y Hassi Messaoud.

## Demografía
La población de la provincia es de 558 558 personas (cifras del censo del año 2008). La densidad poblacional es de 2,63 habitantes por cada kilómetro cuadrado de esta provincia.